# Titus
Titus Flavius Vespasianus, thường được gọi là Titus (tiếng Latinh: Titus Flavius Caesar Vespasianus Augustus; ngày 30 tháng 12 năm 39 - 13 tháng 9 năm 81), là một vị Hoàng đế của Đế quốc La Mã. Ông trị quốc trong một giai đoạn ngắn ngủi: từ năm 79 cho đến khi qua đời vào năm 81. Titus là vị Hoàng đế thứ hai của Vương triều Flavius - triều đại trị vì Đế quốc La Mã từ năm 69 đến năm 96, bao gồm các đời Hoàng đế Vespasianus (69-79) - cha của Titus, chính bản thân Titus (79-81) và Domitianus (81-96) - em trai út của ông.
Trước khi lên nối ngôi Hoàng đế, Titus là một danh tướng của Quân đội La Mã, theo gót thân phụ là Vespasianus chinh chiến trong cuộc Chiến tranh La Mã-Do Thái lần thứ nhất (67 - 70). Tuy nhiên, chiến dịch phạt Do Thái phải dừng lại trong một khoảng thời gian ngắn vì Hoàng đế Nero tự sát vào ngày 9 tháng 9 năm 68, tạo điều kiện cho Vespasianus lên nối ngôi Hoàng đế trong Năm tứ đế. Khi Vespasianus được tấn phong làm Hoàng đế vào năm 69, Titus được vua cha giao cho nhiệm vụ trấn áp cuộc nổi dậy của dân Do Thái. Ông đã chiến thắng được quân nổi dậy vào năm 70 với đại thắng của ông trong cuộc công hãm và hủy diệt thành phố Jerusalem cùng với đền thánh của Jerusalem. Chiến tích này khiến Titus được vua cha ban cho một buổi lễ khải hoàn. Khải hoàn môn của Titus tưởng niệm cho chiến thắng này vẫn còn đến ngày nay.
Trong suốt triều đại của vua cha Vespasianus, Titus làm nên nhiều chuyện tai tiếng tại kinh thành La Mã. Khi đó ông được vua cha phong làm Chỉ huy trưởng của Lực lượng Vệ binh Pháp quan, tức là Cận vệ của các Hoàng đế La Mã, và đem lòng yêu Nữ hoàng Do Thái là Julia Berenice. Điều này mang lại tiếng xấu cho ông. Tuy vậy, sau khi vua cha Vespasianus qua đời vào ngày 23 tháng 6 năm 79, Titus lên ngôi Hoàng đế và trị quốc một cách sáng suốt. Ông được nhà sử học Suetonius cùng với các nhà sử học đời sau tôn vinh là một bậc anh quân. Trong suốt triều đại của mình, ông nổi tiếng với thành công trong việc xây dựng những công trình công cộng của kinh thành La Mã như sân khấu Flavius hay đại hý trường La Mã và còn thể hiện sự hào phóng của mình trong việc khắc phục hậu quả từ hai thảm hoạ. Đó là sự kiện núi lửa Vesuvius phun trào vào năm 79 và đám cháy ở kinh đô La Mã vào năm 80. Chỉ sau hai năm trị vì, ông qua đời vì bệnh sốt vào ngày 13 tháng 9 năm 81, truyền ngôi cho người em trai là Hoàng đế Domitianus.

## Năm tứ đế

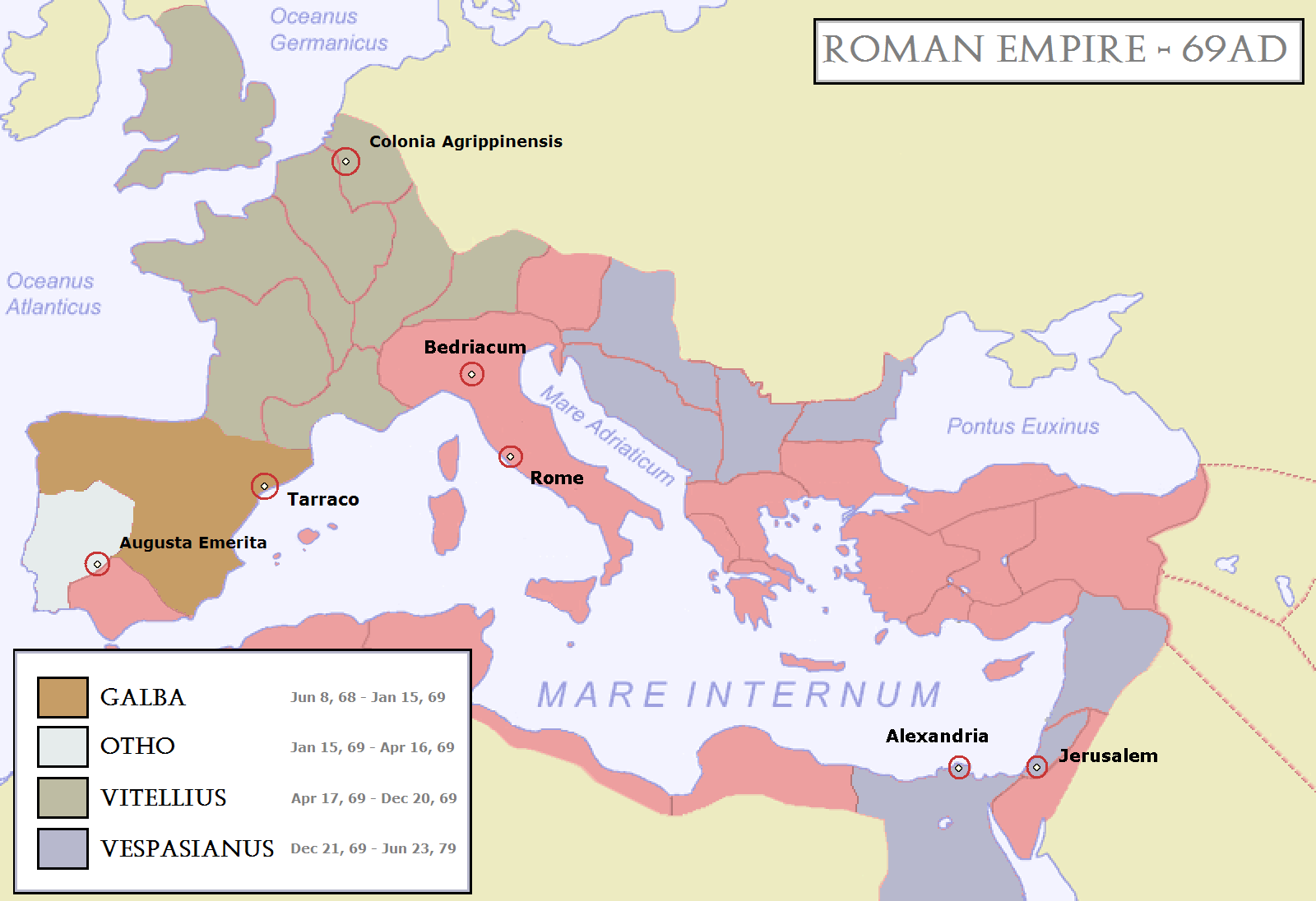
Bản đồ Đế quốc La Mã trong năm 69. Khu vực màu lam là các tỉnh dưới thời vua Vespasianus và quan Tổng trấn Gaius Licinius Mucianus.

### Vây hãm Jerusalem

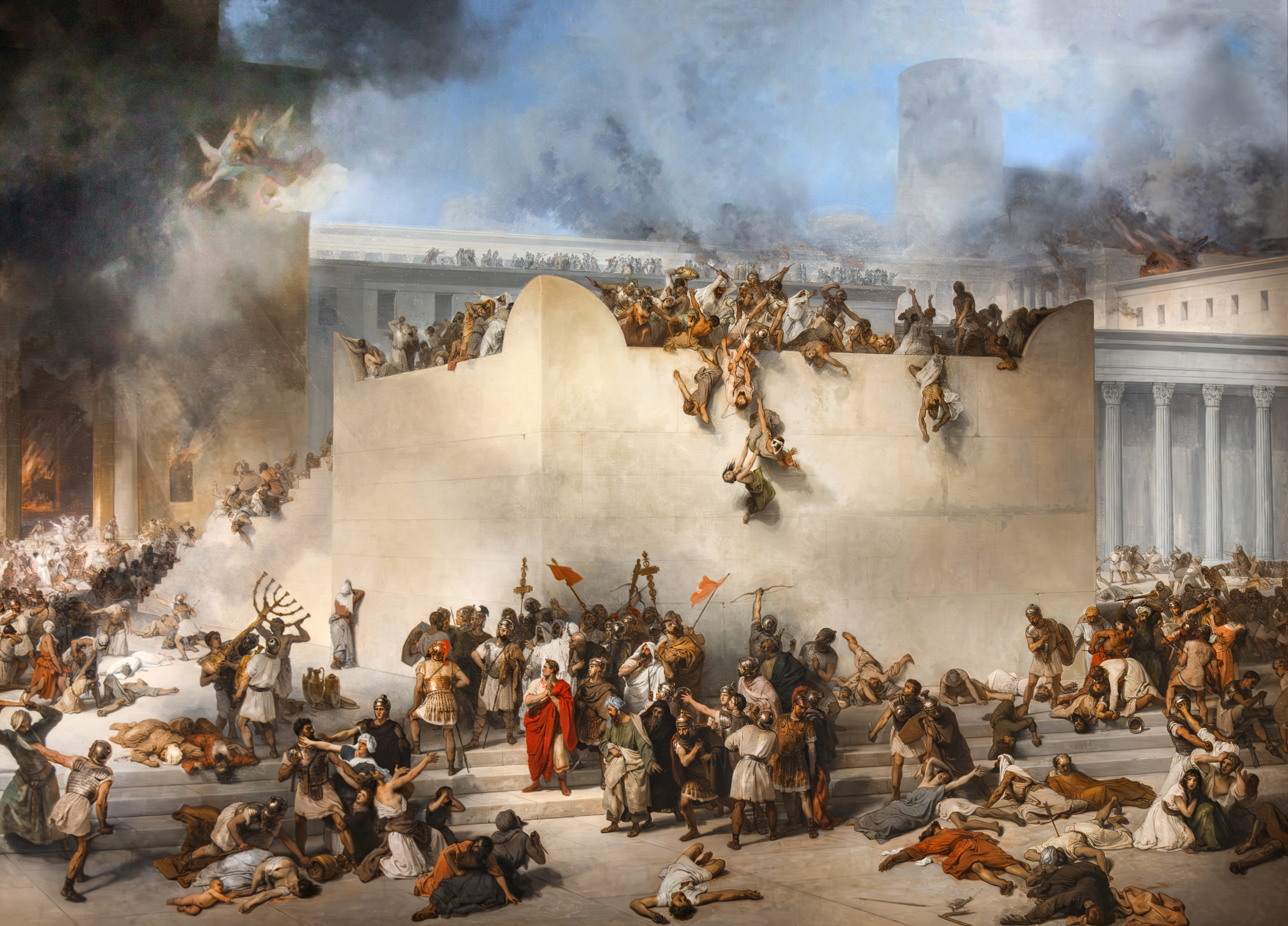
Phá huỷ Đền thờ Jerusalem, tranh sơn dầu trên vải bạt của Francesco Hayez năm 1867. Tranh mô tả cảnh quân đội La Mã phá huỷ và cướp bóc Đền thờ Thứ hai của người Do Thái.

### Kế vị Vespasian

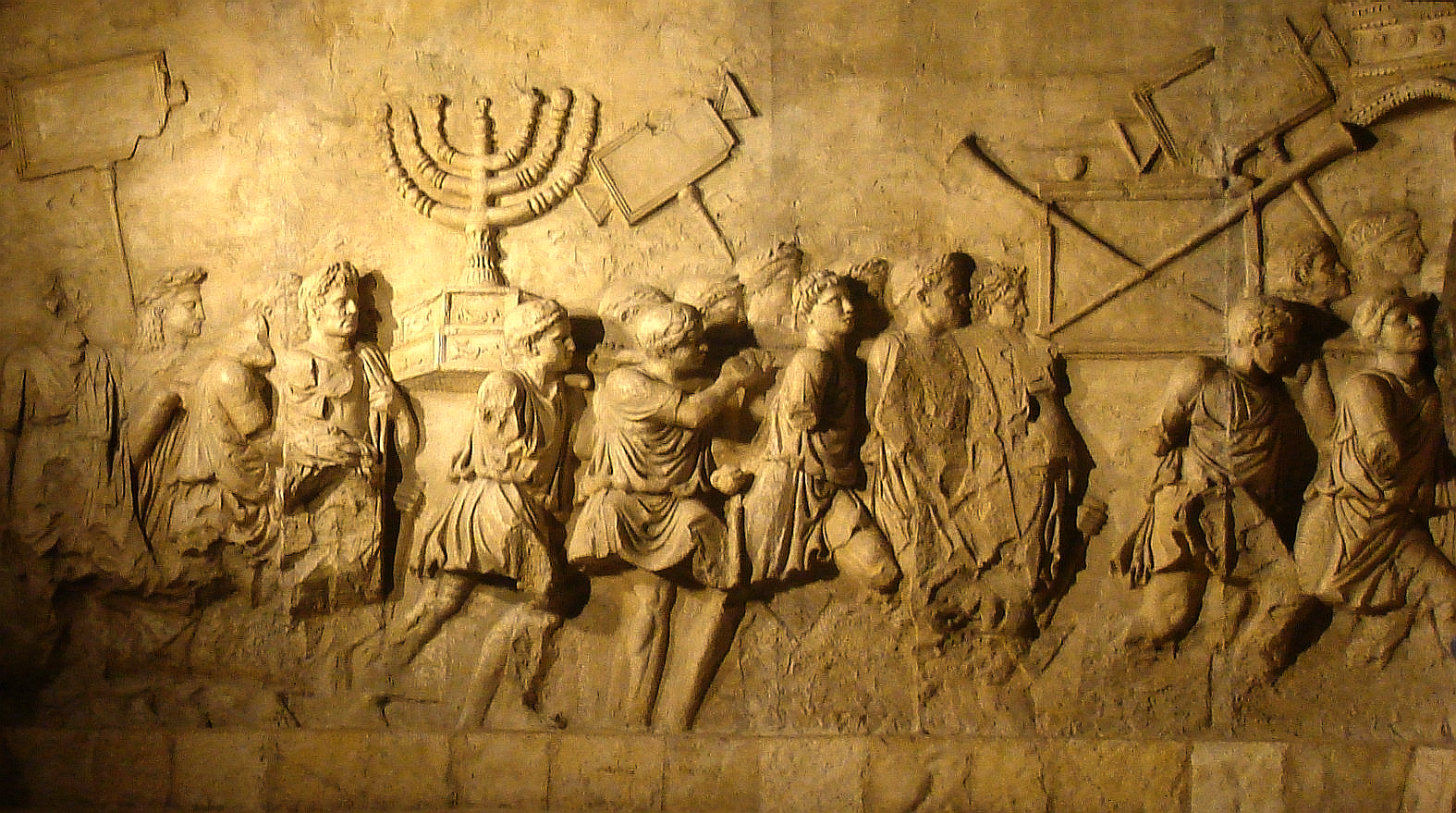
Titus diễu hành chiến thắng sau chiến tranh La Mã-Do Thái lần thứ nhất, theo như mô tả từ bản chạm khắc từ Khải hoàn môn Titus tại Roma. Bản chạm khắc mô tả những chiến lợi phẩm cướp được từ đền thờ Jerusalem, bao gồm chân đèn Menorah và những chiếc kèn trumpet của Jericho.

### Lên ngôi

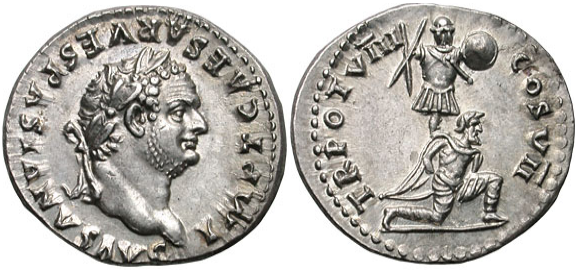
Đồng denarius La Mã miêu tả Titus, khoảng. năm 79. Mặt trái dùng để kỉ niệm lễ khải hoàn của ông mừng chiến thắng cuộc chiến tranh Judae.

### Những thách thức

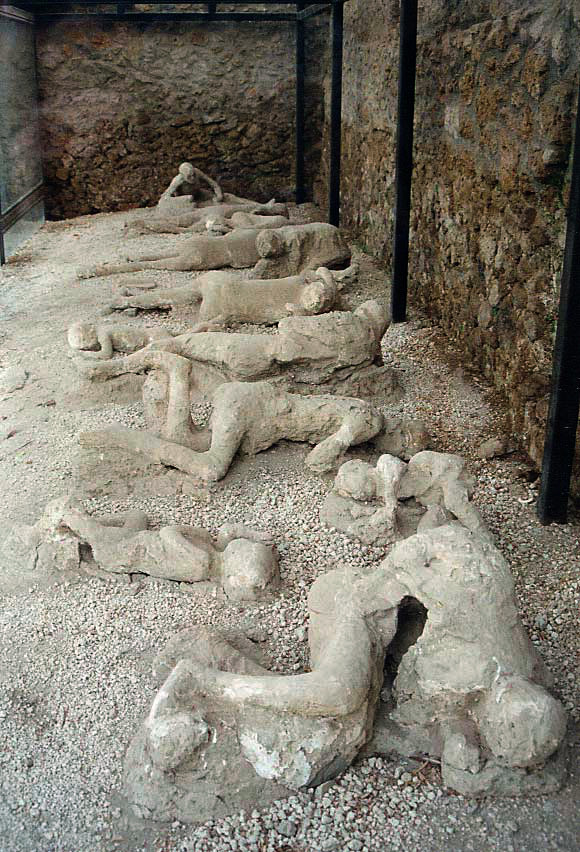
Vụ phun trào núi lưả Vesuvius năm 79 đã phá hủy hoàn toàn Pompeii và Herculaneum. Ngày nay, phần hoá thạch của các nạn nhân dựa theo thực tế được tìm thấy trong quá trình khai quật được trưng bày ở một số tàn tích.